# Antonin Guigonnat
Antonin Guigonnat, né le 2 juillet 1991 à Ambilly et d'origine haut-savoyarde, est un biathlète français.
Il est le frère de la biathlète Gilonne Guigonnat.
Il obtient son premier podium dans une course individuelle de Coupe du monde en terminant 3e du sprint de Annecy-Le Grand-Bornand le 15 décembre 2017. Le 17 mars 2019, il devient vice-champion du monde de la mass start à Östersund lors des premiers Mondiaux de biathlon de sa carrière.
Le 18 février 2021, il devient champion du monde de relais mixte simple avec Julia Simon à Pokljuka. Deux ans jour pour jour plus tard, en 2023 à Oberhof, il est sacré champion du monde du relais homme en compagnie de Quentin Fillon Maillet, Emilien Jacquelin et Fabien Claude.

## Parcours sportif
Formé au Ski-Club de Villard / Boëge (Haute-Savoie), il fait ses débuts internationaux en participant aux Championnats du monde junior en 2010 où il gagne une médaille d'argent avec le relais. Il obtient son premier top dix individuel dans les Championnats d'Europe junior 2012 à Osrblie avec sa sixième place sur l'individuel. Lors de la saison 2012-2013, il est promu dans l'équipe France sénior pour l'IBU Cup, où il monte sur un podium en relais à Racines. Il est aussi dixième du sprint des Championnats d'Europe des moins de 26 ans en fin de saison à Bansko.
Il fait ses débuts en Coupe du monde à Oslo en mars 2014 grâce à ses bonnes performances en IBU Cup et marque ses premiers points la saison suivante en février 2015 à Nove Mesto.
Aux Championnats d'Europe 2015, il est médaillé de bronze sur le sprint.

### 2017-2018: Premiers podiums en Coupe du monde et participation aux Jeux olympiques
Alors que jusque là il ne parvenait pas à saisir sa chance et confirmer ses possibilités en Coupe du monde lors des quelques étapes auxquelles il pouvait participer, il se signale par plusieurs podiums et victoires en IBU Cup au début de la saison 2017-2018. Ces performances autorisent son retour en équipe première pour disputer la troisième étape de la Coupe du monde, au Grand-Bornand. Le 15 décembre, lors de l'épreuve du sprint, il est le dernier Français à s'élancer, avec le dossard 88. Il parvient à monter sur son premier podium en Coupe du monde en terminant troisième, reléguant l'Allemand Simon Schempp à la quatrième place. Antonin Guigonnat accompagne Martin Fourcade (deuxième) et Johannes Thingnes Bø (vainqueur), sur la « boîte » pour le retour de la Coupe du monde en France, après quatre ans d'absence.
Le 12 janvier 2018 à Ruhpolding, il est le dernier relayeur français qui termine l'épreuve du 4 × 7,5 km en deuxième position derrière la Norvège, après les relais assurés par Simon Desthieux, Quentin Fillon Maillet et Martin Fourcade. Deux jours plus tard au même endroit, il prend la troisième place de la Mass start gagnée par Johannes Thingnes Bø devant Martin Fourcade, devançant son compatriote Quentin Fillon Maillet pour former un triplé français derrière le benjamin de la fratrie Bø. Son bon parcours entraîne sa sélection pour les Jeux olympiques de PyeongChang 2018.
Aux Jeux olympiques, Antonin Guigonnat participe à toutes les épreuves individuelles et obtient comme meilleur résultat une 19e place lors de la poursuite et de la mass start. Il fait également partie de l'équipe de France de relais masculin en tant que dernier relayeur, franchissant la ligne d'arrivée en cinquième position, assez loin du podium.

### 2018-2019: vice-champion du monde sur la mass-start

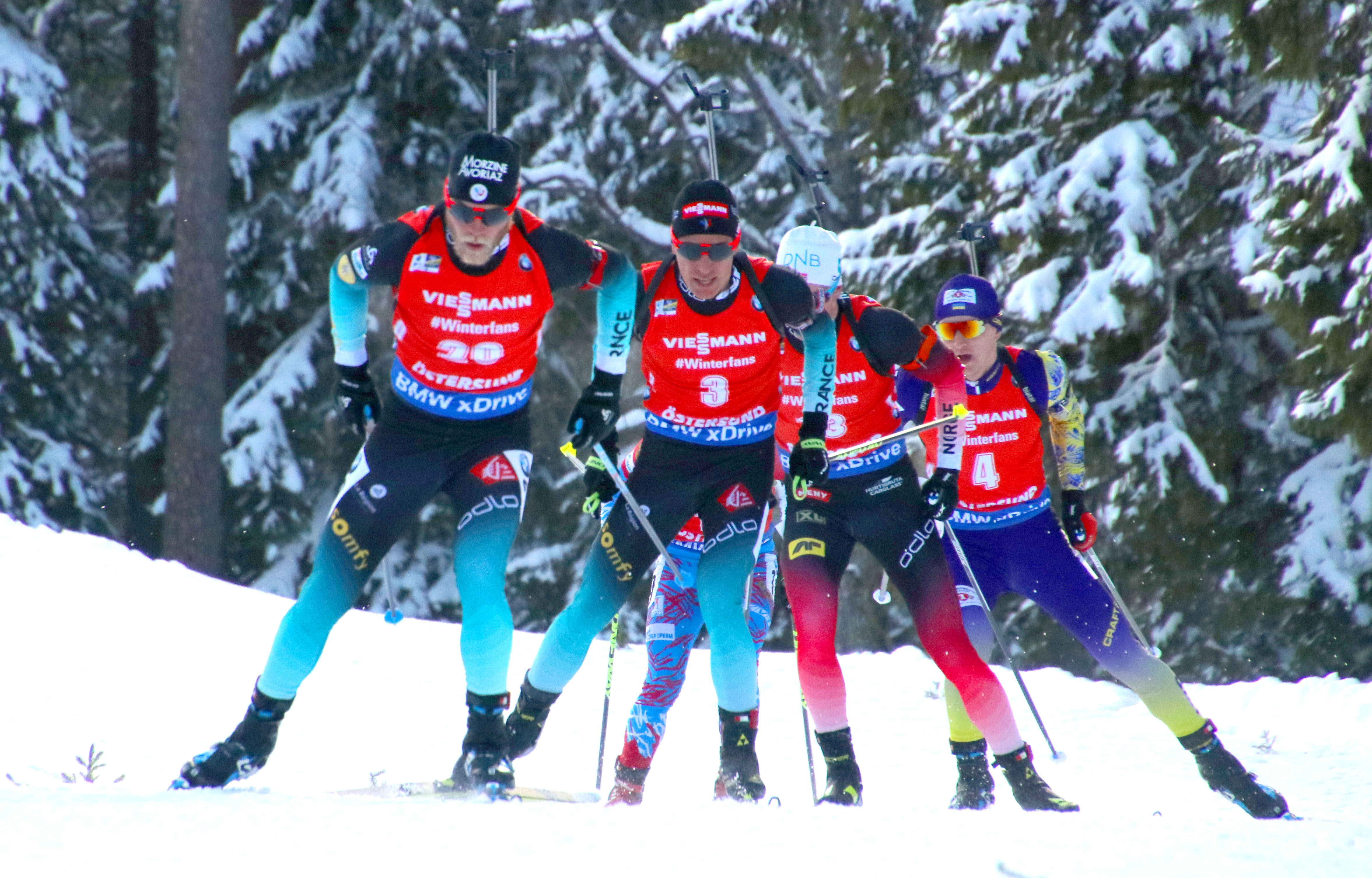
Antonin Guigonnat et Quentin Fillon-Maillet en 2019.

Le 7 décembre 2018, lors de l'étape d'ouverture de la Coupe du monde à Pokljuka, il réalise le sans-faute au tir lors du sprint et obtient le meilleur résultat de sa carrière : 2e à 16 secondes du vainqueur Johannes Thingnes Bø.Il décroche deux autres podiums lors de l'étape d'Antholz-Anterselva en Italie, en se classant troisième du sprint et deuxième de la poursuite.
Lors de la dernière course des Mondiaux 2019 d'Östersund, à savoir la mass start disputée le 17 mars, il visite la boucle de pénalité deux fois lors du premier tir, puis réalise le sans-faute aux deux suivants. Il navigue autour de la dixième place au moment du 4e tir (debout), alors que Johannes Thingnes Bø est arrivé en tête sur le stand 48 secondes avant lui en compagnie d'Evgeniy Garanichev. Mais dans le vent et sous la neige, le Norvégien rate ses cinq cibles, Garanichev en manque quatre, tous les autres concurrents commettent également des fautes, Dominik Windisch les blanchit toutes et s'échappe, tandis que Guigonnat ne rate qu'une cible. Il ressort de sa boucle de pénalité derrière Simon Eder et suivi par Julian Eberhard. Guigonnat et Eberhard décrochent Eder et se disputent la deuxième place dans le final, 22 secondes après que Windisch a passé la ligne d'arrivée. Le Français prend le meilleur sur l'Autrichien dans la dernière ligne droite et gagne une médaille d'argent à sa première participation aux Mondiaux.
Le Français prend finalement la onzième place du classement général de la Coupe du Monde à l'issue de la dernière étape à Oslo-Holmenkollen, finissant même devant Martin Fourcade. Il s'agit de la meilleure saison de sa carrière, marquée notamment par trois podiums en Coupe du monde et une médaille d'argent aux mondiaux.

### 2019-2020: une saison sans podium individuel
Antonin Guigonnat réalise une saison 2019-2020 en deçà de ses espérances, ne décrochant aucun podium individuel lors des six premières étapes de la Coupe du monde. Avec l'équipe de France de relais masculin, il obtient seulement une troisième place à Hochfilzen le 15 décembre, mais est remplacé par Emilien Jacquelin pour les autres relais de la saison. Il ne participe pas non plus aux championnats du monde organisés à Antholz-Anterselva, étant seulement sélectionné en qualité de remplaçant derrière Simon Desthieux, Quentin Fillon Maillet, Martin Fourcade et Émilien Jacquelin. En l'absence de Martin Fourcade, il fait son retour parmi l'équipe de France masculine de relais à l'occasion de l'étape de Nove Mesto en République tchèque, mais le relais français ne termine qu'à la quinzième place après avoir écopé de deux minutes de pénalité à la suite d'une erreur d'Émilien Jacquelin. Lors de cette étape, Antonin se classe également quinzième du sprint et 26e de la mass-start, malgré de bonnes performances au tir (une seule faute lors du sprint et aucune sur la mass-start),. À l'issue d'une saison de Coupe du monde écourtée pour raison sanitaire qui s'achève à Kontiolahti en Finlande (où il finit seizième du sprint et vingtième de la poursuite), il termine 27e et dernier Français du classement général 2019-2020.

### 2020-2021: titre mondial en relais mixte simple
Durant la première partie de saison, il obtient deux neuvièmes places dans des courses individuelles et une victoire au relais d'Anterselva dans la Coupe du monde.
Lors des Championnats du monde de Pokljuka en février 2021, Antonin Guigonnat est aligné sur le relais mixte simple en compagnie de Julia Simon. Le duo français s'impose grâce à sa réussite sur le pas de tir (seulement cinq pioches) qui lui permet de rester dans le coup durant toute la course, et à une attaque tranchante de Julia Simon sur Tiril Eckhoff dans la dernière montée suivie de la descente menant à l'arrivée, ce qui lui permet de décrocher sa rivale norvégienne et de passer la ligne avec près de trois secondes d'avance.

### 2023-2024: titre européen en sprint
Après un début de saison mitigé en Coupe du monde, avec seulement trois top 20 et une dix-septième place comme meilleur résultat en décembre, Antonin Guigonnat doit retourner faire ses preuves en IBU Cup à Ridnaun en janvier, où il signe un podium sur la mass-start 60. Non pré-sélectionné pour les championnats du monde de biathlon 2024, il participe aux championnats d'Europe de biathlon 2024. Grâce à une solide course et un tir parfait, il est sacré champion d'Europe du sprint le 26 janvier devant les Norvégiens Johan-Olav Botn et Isak Frey. Le lendemain il termine troisième de la poursuite derrière le Norvégien Isak Frey et le Roumain Dmitrii Shamaev.

## Palmarès

### Jeux olympiques
| Édition / Épreuve | Individuel | Sprint | Poursuite | Mass start | Relais | Relais mixte |
| ----------------- | ---------- | ------ | --------- | ---------- | ------ | ------------ |
| Pyeongchang 2018  | 23e        | 27e    | 19e       | 19e        | 5e     | —            |

Légende :
- — : non disputée par Guigonnat

### Championnats du monde
| Édition \ Épreuve | Individuel | Sprint | Poursuite | Mass start               | Relais               | Relais mixte | Relais mixte simple  |
| ----------------- | ---------- | ------ | --------- | ------------------------ | -------------------- | ------------ | -------------------- |
| Östersund 2019    | —          | 20e    | 7e        | Médaille d'argent, monde | 6e                   | —            | 7e                   |
| Pokljuka 2021     | —          | 14e    | 21e       | 17e                      | 4e                   | —            | Médaille d'or, monde |
| Oberhof 2023      | 58e        | 10e    | 14e       | 19e                      | Médaille d'or, monde | —            | —                    |

Légende :
- : première place, médaille d'or
- : deuxième place, médaille d'argent
- — : non disputée par Guigonnat

### Coupe du monde
- Meilleur classement général : 11e en 2019.
- 21 podiums[19] :
  - 6 podiums individuels : 3 deuxièmes places et 3 troisièmes places.
  - 10 podium en relais : 2 victoires, 5 deuxièmes places et 3 troisièmes places.
  - 1 podium en relais mixte : 1 troisième place.
  - 4 podiums en relais mixte simple : 2 victoires, 1 deuxième place et 1 troisième place.

 Dernière mise à jour le 11 mars 2023 

#### Classements en Coupe du monde
| Saison    | Individuel | Individuel | Individuel | Sprint  | Sprint | Sprint   | Poursuite | Poursuite | Poursuite | Mass start | Mass start | Mass start | Général | Général | Général  |
| Saison    | Courses    | Points     | Position   | Courses | Points | Position | Courses   | Points    | Position  | Courses    | Points     | Position   | Courses | Points  | Position |
| --------- | ---------- | ---------- | ---------- | ------- | ------ | -------- | --------- | --------- | --------- | ---------- | ---------- | ---------- | ------- | ------- | -------- |
| 2013-2014 |            |            |            | 1 / 9   | -      | n.c.     | 1 / 8     | -         | n.c.      |            |            |            | 2 / 22  | -       | n.c.     |
| 2014-2015 | 1 / 3      | 17         | 45e        | 2 / 10  | 16     | 72e      | 1 / 7     | 16        | 61e       |            |            |            | 4 / 25  | 49      | 62e      |
| 2015-2016 | 2 / 3      | -          | n.c.       | 4 / 9   | -      | n.c.     | 2 / 8     | 10        | 68e       |            |            |            | 8 / 25  | 10      | 89e      |
| 2016-2017 |            |            |            | 1 / 9   | 3      | 89e      | 1 / 9     | 9         | 69e       |            |            |            | 2 / 26  | 12      | 86e      |
| 2017-2018 | 1 / 2      | 30         | 25e        | 6 / 8   | 98     | 28e      | 5 / 7     | 121       | 22e       | 5 / 5      | 130        | 13e        | 17 / 22 | 379     | 20e      |
| 2018-2019 | 2 / 3      | 44         | 22e        | 9 / 9   | 271    | 5e       | 8 / 8     | 253       | 7e        | 5 / 5      | 122        | 15e        | 24 / 25 | 686     | 11e      |
| 2019-2020 | 2 / 3      | 30         | 33e        | 7 / 8   | 126    | 19e      | 4 / 5     | 70        | 24e       | 2 / 5      | 28         | 31e        | 15 / 21 | 254     | 27e      |
| 2020-2021 | 2 / 3      | 51         | 17e        | 10 / 10 | 174    | 18e      | 8 / 8     | 145       | 17e       | 5 / 5      | 78         | 21e        | 25 / 26 | 473     | 20e      |
| 2021-2022 | 2 / 2      | 14         | 43e        | 9 / 9   | 146    | 24e      | 8 / 7     | 88        | 29e       | 4 / 4      | 131        | 6e         | 21 / 22 | 379     | 23e      |
| 2022-2023 | 3 / 3      | 11         | 53e        | - / 9   | 172    | 13e      | - / 7     | 151       | 16e       | 3 / 4      | 63         | 25e        | - / 21  | 397     | 20e      |
| 2023-2024 | 3 / 3      | 51         | 20e        | 6 / 7   | 45     | 41e      | 4 / 7     | 34        | 41e       | 1 / 4      | 25         | 33e        | 14 / 21 | 155     | 36e      |
| 2024-2025 | 2 / 3      | 51         | 24e        | 6 / 7   | 66     | 32e      | 5 / 6     | 108       | 20e       | 5 / 5      | 70         | 27e        | 18 / 21 | 289     | 24e      |

#### Résultats détaillés en Coupe du monde
| 2013-2014 |        |        |         |        |        |        |        |        |         |        |         |        |        |        | .      | .      | .       | .      |        |        |        |         |         |         |        |         |    | n.c. |
| 2013-2014 | IN     | SP     | PU Ann. | SP     | PU     | SP     | PU     | SP     | PU      | MS     | IN      | PU     | SP     | PU     | SP     | PU     | IN      | MS     | SP     | PU     | MS     | SP      | SP      | PU      | SP 43e | PU 49e  | MS | n.c. |
| 2014-2015 |        |        |         |        |        |        |        |        |         |        |         |        |        |        |        |        |         |        | .      | .      | .      | .       |         |         |        |         |    | 62e  |
| 2014-2015 | IN     | SP     | PU      | SP     | PU     | SP     | PU     | MS     | SP      | MS     | SP      | MS     | SP     | PU     | SP 45e | PU 25e | IN 24e  | SP 25e | SP     | PU     | IN     | MS      | SP      | PU      | MS     |         |    | 62e  |
| 2015-2016 |        |        |         |        |        |        |        |        |         |        |         |        |        |        |        |        |         |        |        | .      | .      | .       | .       |         |        |         |    | 89e  |
| 2015-2016 | IN 63e | SP 76e | PU      | SP 75e | PU     | SP     | PU     | MS     | SP 51e  | PU 31e | MS      | IN 71e | MS     | SP 46e | PU 45e | SP     | MS      | SP     | PU     | SP     | PU     | IN      | MS      | SP      | PU     | MS Ann. |    | 89e  |
| 2016-2017 |        |        |         |        |        |        |        |        |         |        |         |        |        |        |        | .      | .       | .      | .      |        |        |         |         |         |        |         |    | 86e  |
| 2016-2017 | IN     | SP     | PU      | SP     | PU     | SP     | PU     | MS     | SP 38e  | PU 32e | MS      | SP     | PU     | IN     | MS     | SP     | PU      | IN     | MS     | SP     | PU     | SP      | PU      | SP      | PU     | MS      |    | 86e  |
| 2017-2018 |        |        |         |        |        |        |        |        |         |        |         |        |        |        |        | .      | .       | .      | .      |        |        |         |         |         |        |         |    | 20e  |
| 2017-2018 | IN     | SP     | PU      | SP     | PU     | SP 3e  | PU 12e | MS 22e | SP 46e  | PU 27e | IN 11e= | MS 3e  | SP 28e | PU 19e | MS 23e | SP 27e | PU 19e  | IN 23e | MS 19e | SP 41e | MS 11e | SP 34e  | PU 21e  | SP 11e  | PU 7e  | MS 22e  |    | 20e  |
| 2018-2019 |        |        |         |        |        |        |        |        |         |        |         |        |        |        |        |        |         |        |        | .      | .      | .       | .       |         |        |         |    | 11e  |
| 2018-2019 | IN 8e  | SP 2e  | PU 10e  | SP 4e  | PU 16e | SP 7e  | PU 15e | MS 24e | SP 29e= | PU 11e | SP 37e  | MS 26e | SP 3e  | PU 2e  | MS 5e  | SI 31e | SP Ann. | SP 9e  | PU 17e | SP 20e | PU 7e  | IN      | MS 2e   | SP 20e  | PU 14e | MS 29e  |    | 11e  |
| 2019-2020 |        |        |         |        |        |        |        |        |         |        |         |        |        | .      | .      | .      | .       |        |        |        |        |         |         |         |        |         |    | 27e  |
| 2019-2020 | SP 21e | IN 78e | SP 16e  | PU 26e | SP 59e | PU 43e | MS     | SP 40e | MS      | SP 13e | PU 8e   | IN 11e | MS 22e | SP     | PU     | IN     | MS      | SP 15e | MS 26e | SP 15e | PU 20e | SP Ann. | PU Ann. | MS Ann. |        |         |    | 27e  |
| 2020-2021 |        |        |         |        |        |        |        |        |         |        |         |        |        |        |        | .      | .       | .      | .      |        |        |         |         |         |        |         |    | 20e  |
| 2020-2021 | IN 9e  | SP 26e | SP 21e  | PU 29e | SP 14e | PU 9e  | SP 43e | PU 16e | MS 28e  | SP 22e | PU 37e  | SP 26e | MS 23e | IN 22e | MS 27e | SP 14e | PU 21e  | IN     | MS 17e | SP 13e | PU 21e | SP 6e   | PU 7e   | SP 41e  | PU 57e | MS 11e  |    | 20e  |
| 2021-2022 |        |        |         |        |        |        |        |        |         |        |         |        |        |        |        | .      | .       | .      | .      |        |        |         |         |         |        |         |    | 23e  |
| 2021-2022 | IN 39e | SP 14e | SP 20e  | PU 9e  | SP 33e | PU 13e | SP 22e | PU 23e | MS 16e  | SP 86e | PU      | SP 50e | PU 36e | IN 29e | MS 4e  | IN     | SP      | PU     | MS     | SP 11e | PU 36e | SP 19e  | MS 4e   | SP 22e  | PU 51e | MS 21e  |    | 23e  |
| 2022-2023 |        |        |         |        |        |        |        |        |         |        |         |        |        |        | .      | .      | .       | .      |        |        |        |         |         |         |        |         |    | 20e  |
| 2022-2023 | IN 54e | SP 27e | PU 33e  | SP 16e | PU 15e | SP 25e | PU 8e  | MS 12e | SP 10e  | PU 16e | IN 44e  | MS 25e | SP 19e | PU 47e | SP 10e | PU 14e | IN 58e  | MS 19e | SP 7e  | PU 6e  | IN 30e | MS DNF  | SP 13e  | PU 23e  | MS 19e |         |    | 20e  |
| 2023-2024 |        |        |         |        |        |        |        |        |         |        |         |        |        |        | .      | .      | .       | .      |        |        |        |         |         |         |        |         |    | 36e  |
| 2023-2024 | IN 63e | SP 17e | PU 20e  | SP 20e | PU 28e | SP 46e | PU 47e | MS     | SP 86e  | PU     | SP      | PU     | IN 20e | MS     | SP     | PU     | IN      | MS     | IN 11e | MS 16e | SP 58e | PU 42e  | SP 62e  | PU      | MS     |         |    | 36e  |
| 2024-2025 |        |        |         |        |        |        |        |        |         |        |         |        |        |        | .      | .      | .       | .      |        |        |        |         |         |         |        |         |    |      |
| 2024-2025 | SI 16e | SP 10e | MS 19e  | SP 25e | PU 15e | SP 27e | PU 14e | MS 29e | SP 41e  | PU 19e | IN 15e  | MS 29e | SP 43e | PU 12e | SP     | PU     | IN      | MS     | SP     | PU     | SI     | MS 9e   | SP 36e  | PU 37e  | MS 28e |         |    |      |

#### Podiums en relais en Coupe du monde
| Podiums en relais en Coupe du monde | Podiums en relais en Coupe du monde | Podiums en relais en Coupe du monde | Podiums en relais en Coupe du monde | Podiums en relais en Coupe du monde | Podiums en relais en Coupe du monde | Podiums en relais en Coupe du monde | Podiums en relais en Coupe du monde | Podiums en relais en Coupe du monde | Podiums en relais en Coupe du monde | Podiums en relais en Coupe du monde |
| n°                                  | Saison                              | Date                                | Lieu                                | Épreuve                             | Résultat                            | Composition                         | Composition                         | Composition                         | Composition                         | Compétition                         |
| ----------------------------------- | ----------------------------------- | ----------------------------------- | ----------------------------------- | ----------------------------------- | ----------------------------------- | ----------------------------------- | ----------------------------------- | ----------------------------------- | ----------------------------------- | ----------------------------------- |
| 1                                   | 2017-2018                           | 12-01-2018                          | Ruhpolding                          | Relais 4 x 7,5 km                   | Médaille d'argent                   | S. Desthieux                        | Q. Fillon Maillet                   | M. Fourcade                         | A. Guigonnat                        | Coupe du monde                      |
| 2                                   | 2017-2018                           | 10-03-2018                          | Kontiolahti                         | Relais mixte simple                 | Médaille d'or                       | A. Chevalier-Bouchet                | A. Guigonnat                        | A. Chevalier-Bouchet                | A. Guigonnat                        | Coupe du monde                      |
| 3                                   | 2018-2019                           | 13-01-2019                          | Oberhof                             | Relais 4 x 7,5 km                   | Médaille d'argent                   | A. Guigonnat                        | S. Desthieux                        | Q. Fillon Maillet                   | M. Fourcade                         | Coupe du monde                      |
| 4                                   | 2018-2019                           | 08-02-2019                          | Canmore                             | Relais 4 x 7,5 km                   | Médaille d'argent                   | A. Guigonnat                        | É. Jacquelin                        | S. Fourcade                         | Q. Fillon Maillet                   | Coupe du monde                      |
| 5                                   | 2018-2019                           | 17-02-2019                          | Soldier Hollow                      | Relais mixte simple                 | Médaille de bronze                  | A. Guigonnat                        | J. Simon                            | A. Guigonnat                        | J. Simon                            | Coupe du monde                      |
| 6                                   | 2019-2020                           | 15-12-2019                          | Hochfilzen                          | Relais 4 x 7,5 km                   | Médaille de bronze                  | A. Guigonnat                        | É. Jacquelin                        | F. Claude                           | Q. Fillon Maillet                   | Coupe du monde                      |
| 7                                   | 2020-2021                           | 23-01-2021                          | Antholz                             | Relais 4 x 7,5 km                   | Médaille d'or                       | A. Guigonnat                        | Q. Fillon Maillet                   | S. Desthieux                        | É. Jacquelin                        | Coupe du monde                      |
| 8                                   | 2020-2021                           | 18-02-2021                          | Pokljuka                            | Relais mixte simple                 | Médaille d'or, monde                | A. Guigonnat                        | J. Simon                            | A. Guigonnat                        | J. Simon                            | Championnats du monde               |
| 9                                   | 2021-2022                           | 08-01-2022                          | Oberhof                             | Relais mixte                        | Médaille de bronze                  | A. Guigonnat                        | S. Desthieux                        | A. Bescond                          | J. Simon                            | Coupe du monde                      |
| 10                                  | 2021-2022                           | 04-03-2022                          | Kontiolahti                         | Relais 4 x 7,5 km                   | Médaille de bronze                  | A. Guigonnat                        | É. Jacquelin                        | S. Desthieux                        | Q. Fillon Maillet                   | Coupe du monde                      |
| 11                                  | 2022-2023                           | 08-01-2023                          | Pokljuka                            | Relais mixte simple                 | Médaille d'argent                   | A. Guigonnat                        | L. Jeanmonnot                       | A. Guigonnat                        | L. Jeanmonnot                       | Coupe du monde                      |
| 12                                  | 2022-2023                           | 13-01-2023                          | Ruhpolding                          | Relais 4 x 7,5 km                   | Médaille de bronze                  | É. Perrot                           | Q. Fillon Maillet                   | A. Guigonnat                        | F. Claude                           | Coupe du monde                      |
| 13                                  | 2022-2023                           | 22-01-2023                          | Antholz                             | Relais 4 x 7,5 km                   | Médaille d'argent                   | A. Guigonnat                        | F. Claude                           | É. Jacquelin                        | Q. Fillon Maillet                   | Coupe du monde                      |
| 14                                  | 2022-2023                           | 18-02-2023                          | Oberhof                             | Relais 4 x 7,5 km                   | Médaille d'or, monde                | A. Guigonnat                        | F. Claude                           | É. Jacquelin                        | Q. Fillon Maillet                   | Championnats du monde               |
| 15                                  | 2022-2023                           | 11-03-2023                          | Östersund                           | Relais 4 x 7,5 km                   | Médaille d'argent                   | O. Lombardot                        | A. Guigonnat                        | É. Perrot                           | F. Claude                           | Coupe du monde                      |

### Championnats d'Europe Open
| Édition \ Épreuve   | Individuel                       | Sprint                     | Poursuite                  | Mass start                       | Relais                           | Relais mixte                     | Relais mixte simple              |
| ------------------- | -------------------------------- | -------------------------- | -------------------------- | -------------------------------- | -------------------------------- | -------------------------------- | -------------------------------- |
| Brezno-Osrblie 2012 | 6e Jr.                           | 26e Jr.                    | 13e Jr.                    | Épreuve inexistante à cette date | 7e                               | Épreuve inexistante à cette date | Épreuve inexistante à cette date |
| Bansko 2013         | 26e                              | 10e                        | 28e                        | Épreuve inexistante à cette date | Ann.                             | Épreuve inexistante à cette date | Épreuve inexistante à cette date |
| Nové Město 2014     | 20e                              | 19e                        | 16e                        | Épreuve inexistante à cette date | 8e                               | Épreuve inexistante à cette date | Épreuve inexistante à cette date |
| Otepää 2015         | 16e                              | Médaille de bronze, Europe | 6e                         | Épreuve inexistante à cette date | 6e                               | Épreuve inexistante à cette date | Épreuve inexistante à cette date |
| Tioumen 2016        | Épreuve inexistante à cette date | 24e                        | 9e                         | 20e                              | Épreuve inexistante à cette date | 6e                               | —                                |
| Duszniki-Zdrój 2017 | 27e                              | 14e                        | 12e                        | Épreuve inexistante à cette date | Épreuve inexistante à cette date | 11e                              | —                                |
| Brezno-Osrblie 2024 | —                                | Médaille d'or, Europe      | Médaille de bronze, Europe | Épreuve inexistante à cette date | Épreuve inexistante à cette date | Médaille d'argent, Europe        | —                                |

Légende :
- : première place, médaille d’or
- : deuxième place, médaille d’argent
- : troisième place, médaille de bronze
- — : non disputée par Guigonnat
- Jr. : épreuve de la catégorie Juniors
- : pas d'épreuve
- Ann. : épreuve annulée

### IBU Cup
- Classement général:
  - 5e en 2014
  - 2e en 2015
  - 3e en 2017

#### Podiums individuels en IBU Cup
| Podiums individuels en IBU Cup | Podiums individuels en IBU Cup | Podiums individuels en IBU Cup | Podiums individuels en IBU Cup | Podiums individuels en IBU Cup | Podiums individuels en IBU Cup |
| n°                             | Saison                         | Date                           | Lieu                           | Épreuve                        | Résultat                       |
| ------------------------------ | ------------------------------ | ------------------------------ | ------------------------------ | ------------------------------ | ------------------------------ |
| 1                              | 2013-2014                      | 18-01-2014                     | Ruhpolding                     | Sprint 10 km                   | Médaille d'argent              |
| 2                              | 2013-2014                      | 13-03-2014                     | Martell-Val Martello           | Sprint 10 km                   | Médaille d'argent              |
| 3                              | 2014-2015                      | 17-12-2014                     | Obertilliach                   | Sprint 10 km                   | Médaille de bronze             |
| 4                              | 2014-2015                      | 31-01-2015                     | Otepää (Ch Europe)             | Sprint 10 km                   | Médaille de bronze, Europe     |
| 5                              | 2014-2015                      | 28-02-2015                     | Canmore                        | Sprint 10 km                   | Médaille d'argent              |
| 6                              | 2014-2015                      | 01-03-2015                     | Canmore                        | Sprint 10 km                   | Médaille d'argent              |
| 7                              | 2015-2016                      | 19-12-2015                     | Obertilliach                   | Sprint 10 km                   | Médaille de bronze             |
| 8                              | 2015-2016                      | 10-03-2016                     | Martell-Val Martello           | Sprint 10 km                   | Médaille d'or                  |
| 9                              | 2016-2017                      | 16-12-2016                     | Obertilliach                   | Individuel 20 km               | Médaille d'or                  |
| 10                             | 2017-2018                      | 09-12-2017                     | Lenzerheide                    | Sprint 10 km                   | Médaille d'or                  |
| 11                             | 2017-2018                      | 10-12-2017                     | Lenzerheide                    | Poursuite 12,5 km              | Médaille d'or                  |
| 12                             | 2023-2024                      | 12-01-2024                     | Ridnaun-Val Ridanna            | Mass Start 60 15 km            | Médaille de bronze             |
| 13                             | 2023-2024                      | 26-01-2024                     | Brezno-Osrblie (Ch Europe)     | Sprint 10 km                   | Médaille d'or, Europe          |
| 14                             | 2023-2024                      | 27-01-2024                     | Brezno-Osrblie (Ch Europe)     | Poursuite 12,5 km              | Médaille de bronze, Europe     |
| 15                             | 2024-2025                      | 28-11-2024                     | Idre Fjäll                     | Sprint 10 km                   | Médaille de bronze             |

### Championnats du monde juniors et de la jeunesse
| Édition \ Épreuve | Individuel | Sprint | Poursuite | Relais                    |
| ----------------- | ---------- | ------ | --------- | ------------------------- |
| Torsby 2010       | 39e        | 18e    | 12e       | Médaille d'argent, monde  |
| Kontiolahti 2012  | 31e        | 34e    | 25e       | Médaille de bronze, monde |

Légende :
- participation aux Ch. du monde de la jeunesse

- : deuxième place, médaille d'argent
- : troisième place, médaille de bronze

### Championnats de France de biathlon
- 2015
  - 3e de la mass start
- 2016
  - 2e de la mass start
- 2018
  - 2e de la mass start
- 2019
  - 2e de la mass start
- 2021
  - 3e de la mass start
- 2022
  - 3e de la mass start
- 2024
  - 3e de la mass start

### Championnats de France de biathlon d'été
- 2017
  - 2e du sprint
  - 2e de la poursuite
- 2018
  - 3e de la poursuite
- 2020
  - 3e du sprint court
  - 3e du sprint
- 2021
  - 3e du sprint court